# Kreis Tab
Der Kreis Tab (ungarisch Tabi járás) ist ein Kreis im Osten des südwestungarischen Komitats Somogy. Er grenzt im Süden an den Kreis Kaposvár, im Westen an den Kreis Fonyód und im Norden an den Kreis Siófok. Der Kreis Tamási vom Komitat Tolna bildet im Osten die Grenze.

## Geschichte
Der Kreis ging zur ungarischen Verwaltungsreform Anfang 2013 unverändert mit allen 24 Gemeinden aus dem gleichnamigen Kleingebiet (ungarisch Tabi kistérség) hervor.

## Gemeindeübersicht
Der Kreis Tab hat eine durchschnittliche Gemeindegröße von 513 Einwohnern auf einer Fläche von 17,80 Quadratkilometern. Der Kreis steht mit Fläche, Bevölkerungszahl und Bevölkerungsdichte an letzter Stelle im Komitat. Die Bevölkerungsdichte des Kreises liegt an vorletzter Stelle aller 174 ungarischen Kreise.

Der Verwaltungssitz befindet sich in der einzigen Stadt, Tab, im Norden des Kreises gelegen.
| Gemeinde       | Status   | Herkunft Kleingebiet | Einwohnerzahl | Einwohnerzahl | Einwohnerzahl | Fläche (km²) | Bevölkerungs- dichte (Ew./km²) |
| Gemeinde       | Status   | Herkunft Kleingebiet | 01.10.2011    | 01.01.2013    | 01.01.2016    | 01.01.2016   | Bevölkerungs- dichte (Ew./km²) |
| -------------- | -------- | -------------------- | ------------- | ------------- | ------------- | ------------ | ------------------------------ |
| Andocs         | Gemeinde | Tab                  | 1.068         | 1.110         | 1.076         | 43,27        | 24,9                           |
| Bábonymegyer   | Gemeinde | Tab                  | 846           | 816           | 793           | 21,93        | 36,2                           |
| Bedegkér       | Gemeinde | Tab                  | 437           | 430           | 394           | 26,00        | 15,2                           |
| Bonnya         | Gemeinde | Tab                  | 257           | 251           | 237           | 14,62        | 16,2                           |
| Fiad           | Gemeinde | Tab                  | 146           | 138           | 127           | 14,91        | 8,5                            |
| Kánya          | Gemeinde | Tab                  | 414           | 422           | 411           | 14,52        | 28,3                           |
| Kapoly         | Gemeinde | Tab                  | 667           | 670           | 679           | 22,37        | 30,4                           |
| Kára           | Gemeinde | Tab                  | 46            | 47            | 45            | 5,37         | 8,4                            |
| Kisbárapáti    | Gemeinde | Tab                  | 401           | 418           | 365           | 28,71        | 12,7                           |
| Lulla          | Gemeinde | Tab                  | 188           | 175           | 178           | 10,39        | 17,1                           |
| Miklósi        | Gemeinde | Tab                  | 209           | 220           | 203           | 10,47        | 19,4                           |
| Nágocs         | Gemeinde | Tab                  | 678           | 656           | 660           | 22,26        | 29,6                           |
| Sérsekszőlős   | Gemeinde | Tab                  | 148           | 154           | 145           | 6,65         | 21,8                           |
| Somogyacsa     | Gemeinde | Tab                  | 156           | 174           | 172           | 24,46        | 7,0                            |
| Somogydöröcske | Gemeinde | Tab                  | 124           | 132           | 131           | 10,83        | 12,1                           |
| Somogyegres    | Gemeinde | Tab                  | 183           | 214           | 164           | 10,81        | 15,2                           |
| Somogymeggyes  | Gemeinde | Tab                  | 486           | 497           | 490           | 15,65        | 31,3                           |
| Szorosad       | Gemeinde | Tab                  | 105           | 106           | 95            | 6,48         | 14,7                           |
| Tab            | Stadt    | Tab                  | 4.533         | 4.430         | 4.301         | 25,86        | 166,3                          |
| Tengőd         | Gemeinde | Tab                  | 462           | 447           | 417           | 30,21        | 13,8                           |
| Törökkoppány   | Gemeinde | Tab                  | 410           | 428           | 425           | 25,80        | 16,5                           |
| Torvaj         | Gemeinde | Tab                  | 247           | 245           | 244           | 11,42        | 21,4                           |
| Zala           | Gemeinde | Tab                  | 238           | 245           | 237           | 9,24         | 25,6                           |
| Zics           | Gemeinde | Tab                  | 348           | 361           | 326           | 15,01        | 21,7                           |
| Kreis Tab      |          |                      | 12.797        | 12.786        | 12.315        | 427,24       | 28,8                           |